# Dieter Durst
Dieter Durst (* 24. Mai 1946 in Nürnberg) ist ein ehemaliger deutscher Radsportler und ehemaliger Schrittmacher.
In seiner Jugend war Durst ein erfolgreicher Radrennfahrer und unter anderem Bayerischer Meister und Teilnehmer der Tour der Jugend 1961 in Radevormwald, gemeinsam u. a. mit Ernst Claußmeyer und Piet de Wit.
Seit 1968 war Dieter Durst als Schrittmacher bei Steherrennen und Dernyrennen aktiv. Mit insgesamt neun Titeln als Weltmeister und neun Titeln als Europameister der Steher sowie 24 gewonnenen Deutschen Meisterschaften in beiden Disziplinen ist er der bisher erfolgreichste deutsche Schrittmacher. Außerdem stellte er gemeinsam mit dem Österreicher Franz Dögl 1978 im Wiener Ferry-Dusika-Hallenstadion mit einer Distanz von 74,540 Kilometern einen neuen Stundenweltrekord auf.
Seit dem Rücktritt von Bruno Walrave am 22. Februar 2009 war Dieter Durst zugleich der weltweit erfolgreichste aktive Schrittmacher. Anlässlich seines 65. Geburtstages im Mai 2011 erklärte Durst, dass er aus gesundheitlichen Gründen seine Laufbahn beenden werde. Im Rahmen der Revanche zur Europameisterschaft der Steher wurde er am 2. Oktober 2011 auf seiner Heimatbahn am Reichelsdorfer Keller in Nürnberg vom aktiven Stehersport offiziell verabschiedet.
Seit 1985 ist Durst Ehrenmitglied des RC Herpersdorf, dem er seit seiner Jugend angehört.
Dieter Durst ist der Sohn des 1974 im Alter von 69 Jahren verstorbenen Sportjournalisten und Sprechers vieler Radsportveranstaltungen Sigmund Durst.

## Erfolge als Schrittmacher (Auszug)
9 Weltmeisterschaften

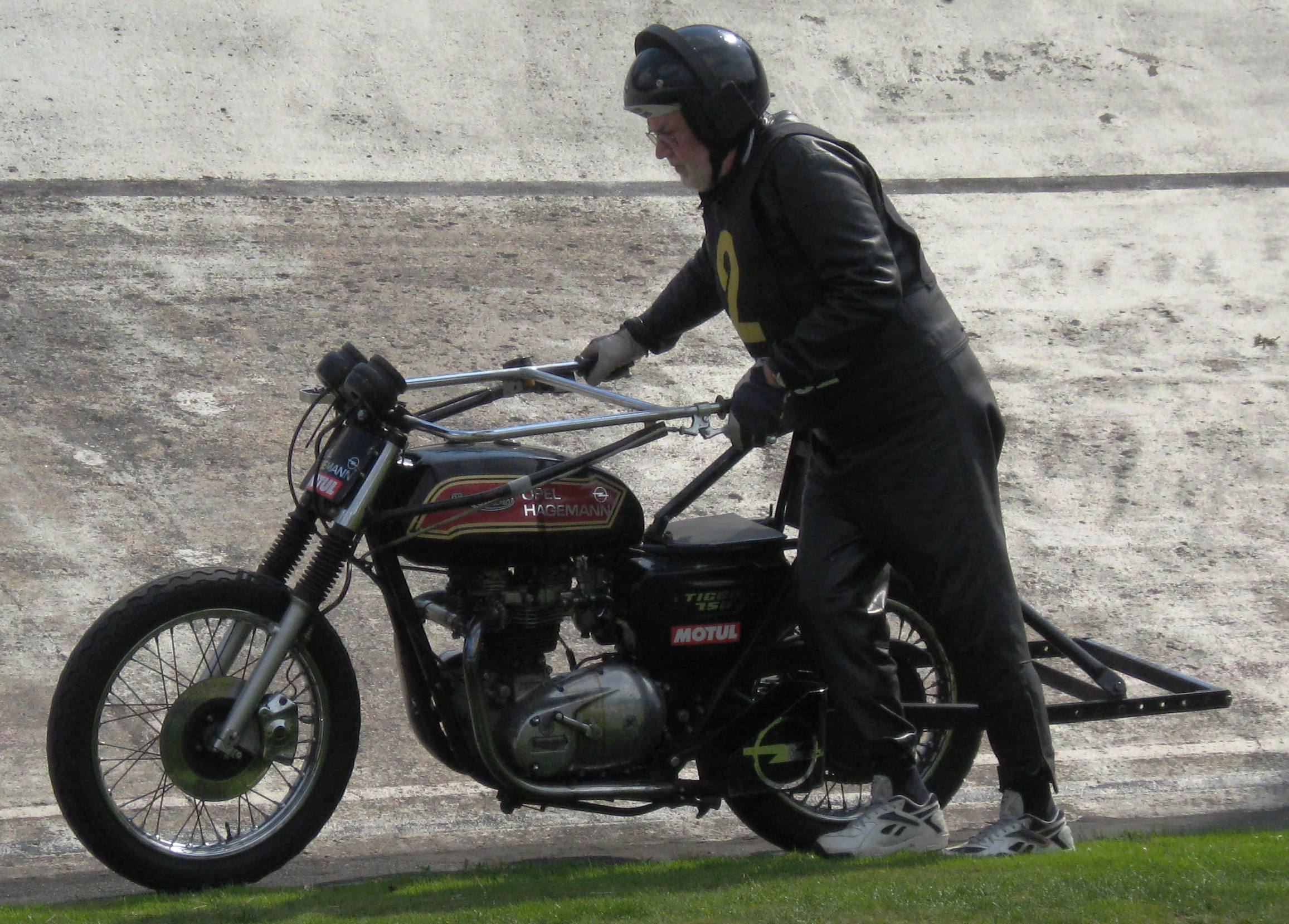
Dieter Durst mit Schrittmacher-Motorrad ...

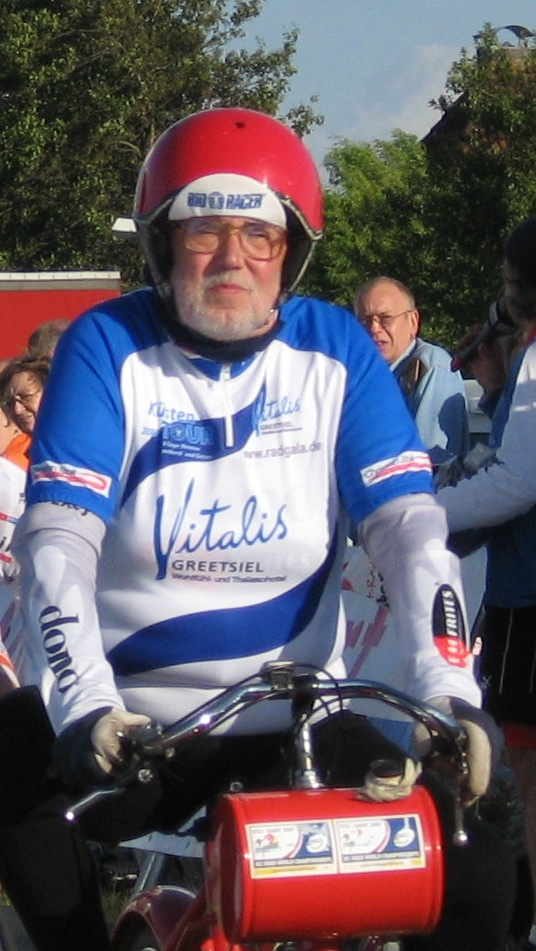
... und als Dernyfahrer

4 Weltmeisterschaften der Amateur-Steher
- 1974 – Weltmeister der Amateur-Steher mit Jean Breuer
- 1978 – Weltmeister der Amateur-Steher mit Rainer Podlesch
- 1983 – Weltmeister der Amateur-Steher mit Rainer Podlesch
- 1992 – Weltmeister der Amateur-Steher mit Carsten Podlesch

4 Weltmeisterschaften der Profi-Steher
- 1975 – Weltmeister der Profi-Steher mit Dieter Kemper
- 1976 – Weltmeister der Profi-Steher mit Wilfried Peffgen
- 1978 – Weltmeister der Profi-Steher mit Wilfried Peffgen
- 1980 – Weltmeister der Profi-Steher mit Wilfried Peffgen

1 Weltmeisterschaft (open)
- 1994 – Weltmeister mit Carsten Podlesch

9 Europameisterschaften
7 Europameisterschaften der Profi-Steher
- 1978 – Europameister der Profi-Steher mit Wilfried Peffgen
- 1979 – Europameister der Profi-Steher mit Wilfried Peffgen
- 1980 – Europameister der Profi-Steher mit Wilfried Peffgen
- 1981 – Europameister der Profi-Steher mit Wilfried Peffgen
- 1985 – Europameister der Profi-Steher mit Werner Betz
- 1986 – Europameister der Profi-Steher mit Werner Betz
- 1991 – Europameister der Profi-Steher mit Roland Günther

2 Europameisterschaften der Steher (open)
- 1996 – Europameister der Steher (open) mit Carsten Podlesch
- 2006 – Europameister der Steher (open) mit Giuseppe Atzeni (CH)

25 Deutsche Meisterschaften
12 Deutsche Meisterschaften der Amateur-Steher
- 1977 – Deutscher Meister Amateur-Steher mit Klaus Burges
- 1978 – Deutscher Meister Amateur-Steher mit Rainer Podlesch
- 1979 – Deutscher Meister Amateur-Steher mit Rainer Podlesch
- 1980 – Deutscher Meister Amateur-Steher mit Rainer Podlesch
- 1981 – Deutscher Meister Amateur-Steher mit Rainer Podlesch
- 1984 – Deutscher Meister Amateur-Steher mit Rainer Podlesch
- 1985 – Deutscher Meister Amateur-Steher mit Rainer Podlesch
- 1986 – Deutscher Meister Amateur-Steher mit Roland Renn
- 1987 – Deutscher Meister Amateur-Steher mit Roland Renn
- 1990 – Deutscher Meister Amateur-Steher mit Carsten Podlesch
- 1991 – Deutscher Meister Amateur-Steher mit Carsten Podlesch
- 1992 – Deutscher Meister Amateur-Steher mit Carsten Podlesch

4 Deutsche Meisterschaften der Steher (open)
- 1993 – Deutscher Meister Steher mit Carsten Podlesch
- 1994 – Deutscher Meister Steher mit Carsten Podlesch
- 1995 – Deutscher Meister Steher mit Carsten Podlesch
- 2009 – Deutscher Meister Steher mit Mario Vonhof

4 Deutsche Meisterschaften der Profi-Steher
- 1975 – Deutscher Meister Profi-Steher mit Dieter Kemper
- 1976 – Deutscher Meister Profi-Steher mit Dieter Kemper
- 1984 – Deutscher Meister Profi-Steher mit Werner Betz
- 1985 – Deutscher Meister Profi-Steher mit Werner Betz

5 Deutsche Derny-Meisterschaften
- 1980 – Deutscher Meister Derny (Amateure) mit Rainer Podlesch
- 1983 – Deutscher Meister Derny (Amateure) mit Rainer Podlesch
- 1986 – Deutscher Meister Derny (Amateure) mit Roland Renn
- 1991 – Deutscher Meister Derny (open) mit Carsten Podlesch
- 1992 – Deutscher Meister Derny (open) mit Carsten Podlesch

Weltrekord
- 1978	74,540 Kilometer in 1 Stunde mit Franz Dögl in Wien